# Чезуола-Рио Дел'Еремо (Форли-Чезена)
Чезуола-Рио Дел'Еремо (итал. Cesuola-Rio Dell'Eremo) је насеље у Италији у округу Форли-Чезена, региону Емилија-Ромања.
Према процени из 2011. у насељу је живело 208 становника. Насеље се налази на надморској висини од 75 м.